# Pruszcz Pomorski
Pruszcz Pomorski – stacja kolejowa w mieście Pruszcz, w województwie kujawsko-pomorskim, w Polsce. Stacja należy do gminy Pruszcz.

## Ruch pasażerski
| Rok  | Wymiana pasażerska na dobę |
| ---- | -------------------------- |
| 2017 | 500-699                    |
| 2022 | 700-999                    |

Budynek dworca pod koniec roku 2021 przeszedł remont. Sam budynek, oprócz toalet i poczekalni, ma również dwa pomieszczenia przeznaczone na działalność handlowo-usługową, nie ma natomiast kas biletowych.

## Połączenia i przewoźnicy[5]
- Polregio
  - Bydgoszcz Główna
  - Laskowice Pomorskie
  - Gdynia Główna
  - Gdynia Chylonia
  - Słupsk
- Arriva
  - Bydgoszcz Główna
  - Grudziądz
  - Hel (sezonowo)

## Galeria

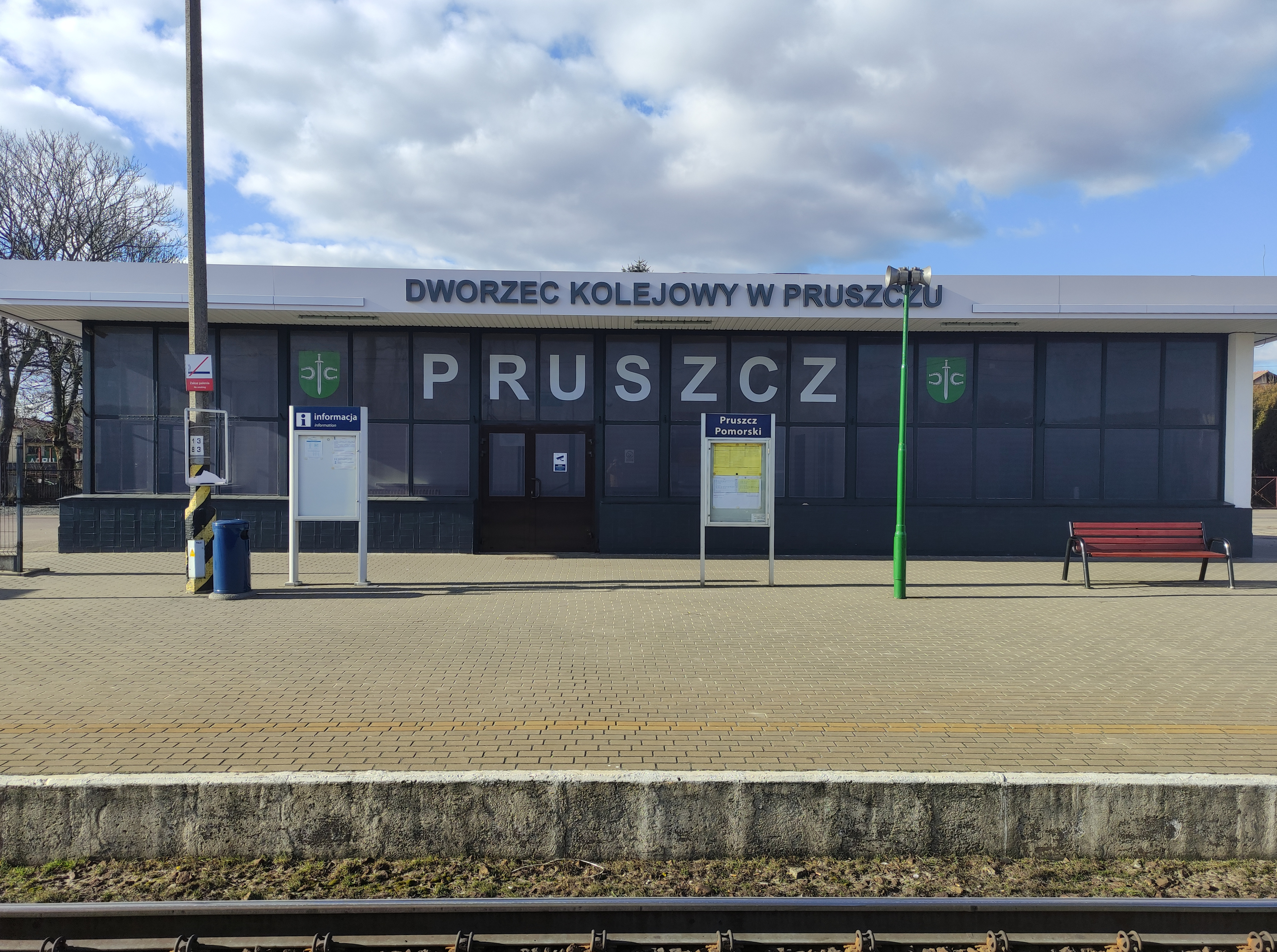
Budynek dworca od frontu
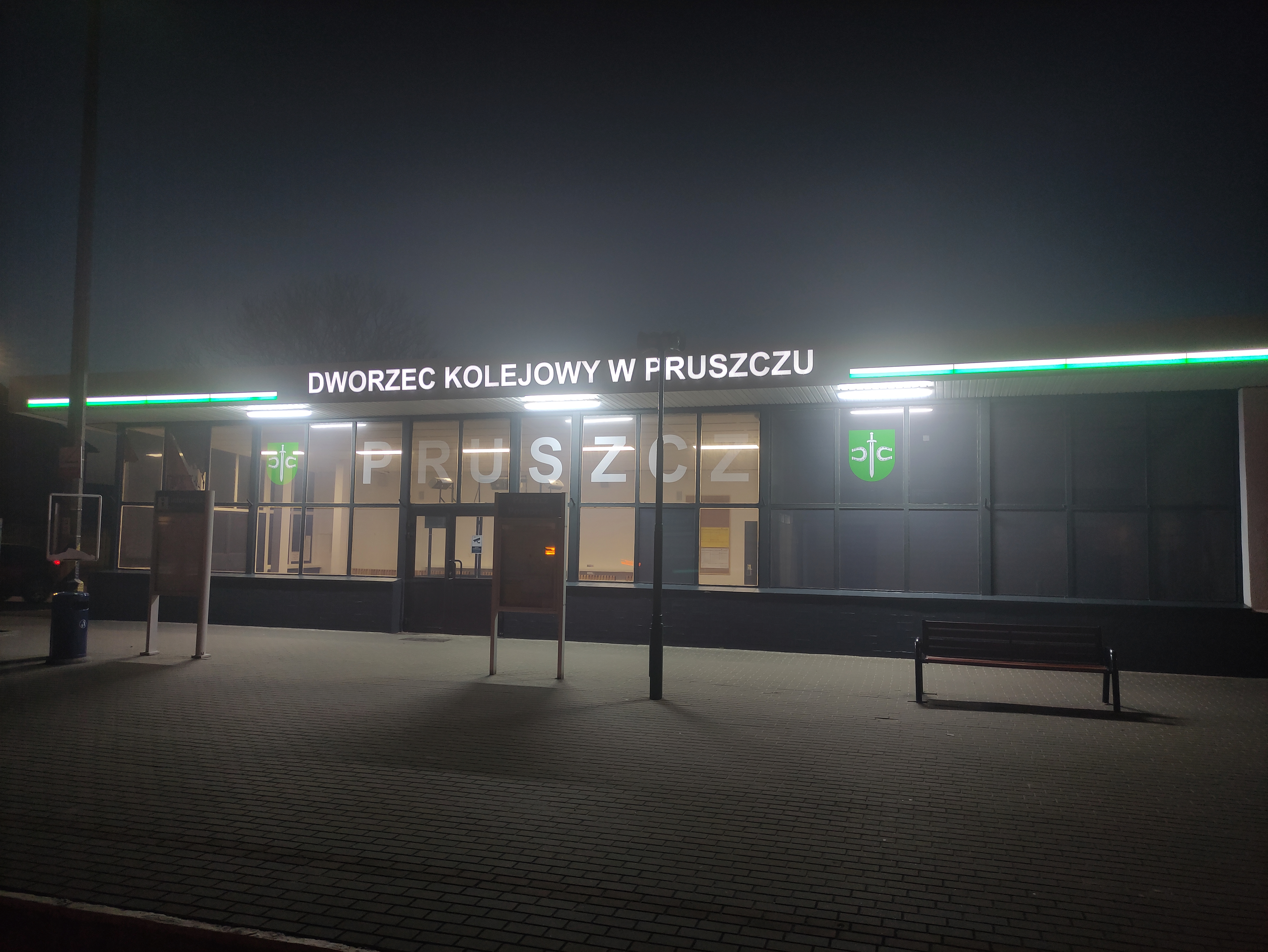
Budynek dworca oraz jego oświetlenie nocą
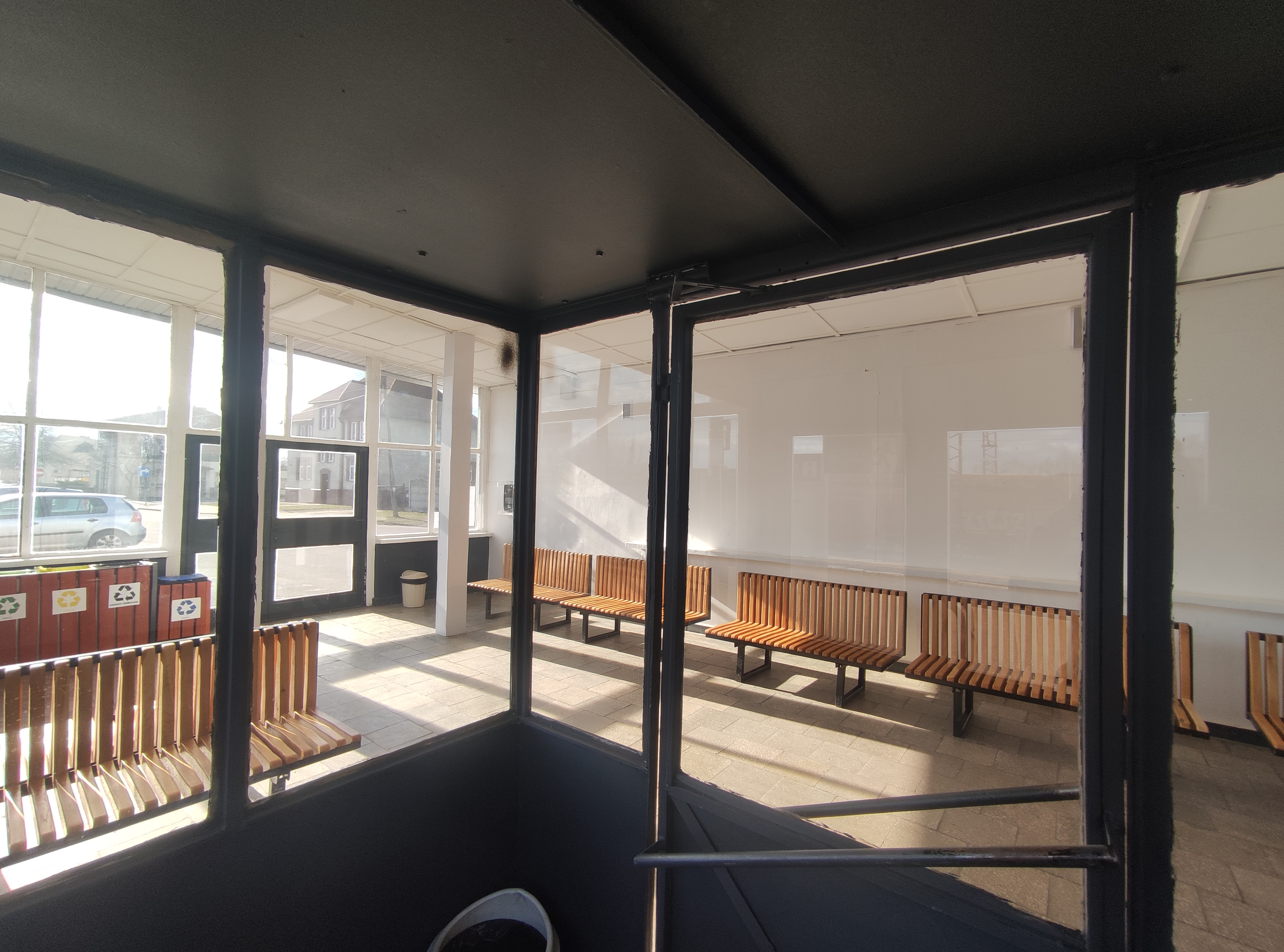
Poczekalnia. Widok z przeszklonego wiatrołapu
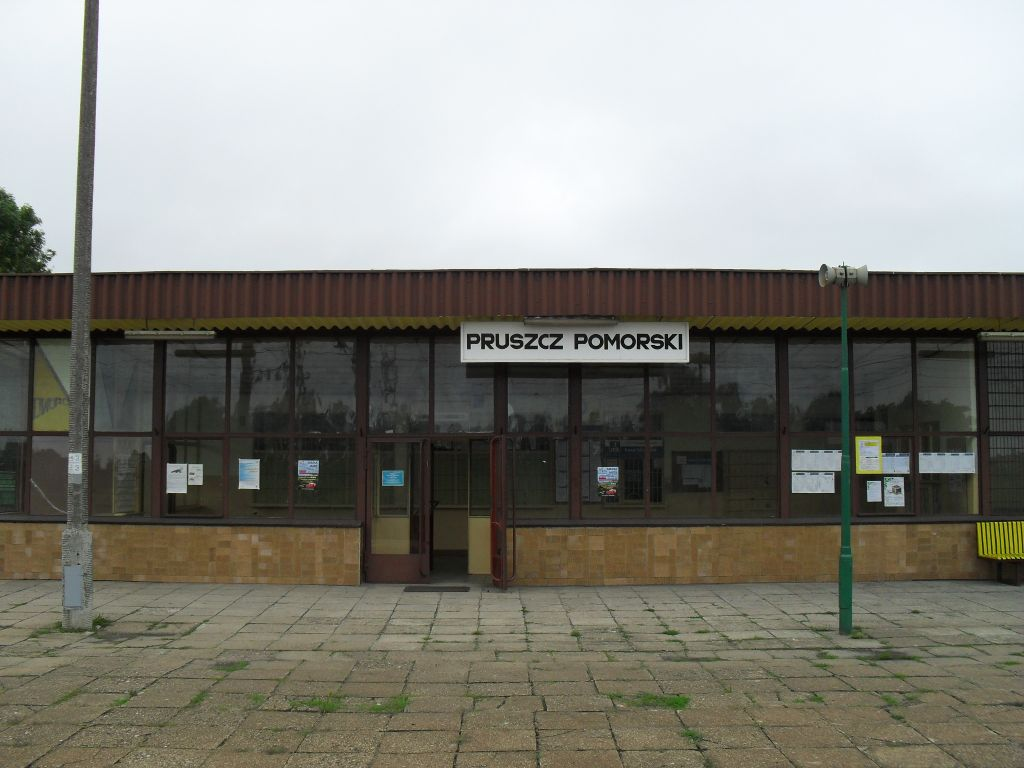
Budynek dworca w 2011 roku